# Liste der kanadischen Senatoren aus New Brunswick
Die Liste der Senatoren Kanadas aus New Brunswick zeigt alle ehemaligen und aktuellen Mitglieder des kanadischen Senats aus der Provinz New Brunswick. Die Provinz wird durch zehn Senatoren vertreten.
Mit der revidierten Fassung des British North America Act von 1915 wurde die Möglichkeit geschaffen, pro senatorische Region zwei zusätzliche Senatoren zu ernennen. New Brunswick gehört zur Region der Seeprovinzen, die auch Nova Scotia und Prince Edward Island umfasst.
Da sich der Beitritt von Prince Edward Island um mehrere Jahre verzögerte, wurden die vier Sitze, die dieser Provinz eigentlich zustanden, vorübergehend New Brunswick und Nova Scotia zugeteilt. Nachdem Prince Edward Island 1873 beigetreten war, wurden die zwei folgenden Vakanzen in New Brunswick nicht ersetzt.
Legende:

## Amtierende Senatoren
|  | Name                 | Partei           | Division      | Ernennung am  | Vorschlag von | Zwingender Rücktritt |
|  | -------------------- | ---------------- | ------------- | ------------- | ------------- | -------------------- |
|  | René Cormier         | unabhängig (ISG) | New Brunswick | 10. Nov. 2016 | J. Trudeau    | 27. Apr. 2031        |
|  | Nancy Hartling       | unabhängig (ISG) | New Brunswick | 10. Nov. 2016 | J. Trudeau    | 1. Feb. 2025         |
|  | Rose-May Poirier     | Konservative     | Saint-Léonard | 28. Feb. 2010 | Harper        | 2. März 2029         |
|  | Jim Quinn            | unabhängig (CSG) | New Brunswick | 22. Juni 2021 | J. Trudeau    | 25. Jan. 2032        |
|  | David Adams Richards | unabhängig (CSG) | New Brunswick | 30. Aug. 2017 | J. Trudeau    | 17. Okt. 2025        |
|  | Pierrette Ringuette  | unabhängig (ISG) | New Brunswick | 12. Dez. 2002 | Chrétien      | 31. Dez. 2030        |

## Ehemalige Senatoren
|  | Name                       | Partei                  | Division                 | Ernennung am  | Vorschlag von | Mandatsende   |
|  | -------------------------- | ----------------------- | ------------------------ | ------------- | ------------- | ------------- |
|  | Michael Adams              | Konservative            | Northumberland           | 7. Jan. 1896  | Bowell        | 1. Jan. 1899  |
|  | Margaret Anderson          | Liberale                | Northumberland-Miramichi | 21. März 1978 | P. Trudeau    | 7. Aug. 1990  |
|  | George Thomas Baird        | Konservative            | Victoria                 | 19. Juni 1895 | Bowell        | 21. Apr. 1917 |
|  | Frank Bunting Black        | Progressiv-Konservative | Westmorland              | 25. Nov. 1921 | Meighen       | 28. Feb. 1945 |
|  | Amos Botsford              | Konservative            | New Brunswick            | 23. Okt. 1867 | Proklamation  | 22. März 1894 |
|  | Thomas-Jean Bourque        | Progressiv-Konservative | Richibucto               | 20. Jan. 1917 | Borden        | 16. Feb. 1952 |
|  | John Boyd                  | Konservative            | Saint John               | 11. Feb. 1880 | Macdonald     | 21. Sep. 1893 |
|  | Alfred Johnson Brooks      | Progressiv-Konservative | Royal                    | 12. Sep. 1960 | Diefenbaker   | 7. Nov. 1967  |
|  | John G. Bryden             | Liberale                | New Brunswick            | 23. Nov. 1994 | Chrétien      | 31. Okt. 2009 |
|  | George Burchill            | Liberale                | Northumberland-Miramichi | 19. Apr. 1945 | King          | 19. Aug. 1977 |
|  | Kennedy Burns              | Liberale                | New Brunswick            | 23. März 1893 | Thompson      | 23. Juni 1895 |
|  | Charles Burpee             | Liberale                | New Brunswick            | 1. Feb. 1900  | Laurier       | 19. Juli 1900 |
|  | Erminie Cohen              | Progressiv-Konservative | Saint John               | 4. Juni 1993  | Mulroney      | 23. Juli 2001 |
|  | Arthur Copp                | Liberale                | Westmorland              | 25. Sep. 1925 | King          | 5. Dez. 1946  |
|  | Eymard Corbin              | Liberale                | Grand-Sault              | 9. Juli 1984  | Turner        | 2. Aug. 2009  |
|  | John Costigan              | Liberale                | Victoria                 | 15. Jan. 1907 | Laurier       | 29. Sep. 1916 |
|  | John Waterhouse Daniel     | Konservative            | Saint John City          | 18. März 1912 | Borden        | 11. Jan. 1933 |
|  | Joseph A. Day              | unabhängig (PSG)        | Saint John-Kennebecasis  | 4. Okt. 2001  | Chrétien      | 24. Jan. 2020 |
|  | James Dever                | Liberale                | Saint John               | 14. März 1868 | Macdonald     | 7. Mai 1904   |
|  | Mabel DeWare               | Progressiv-Konservative | Moncton                  | 23. Sep. 1990 | Mulroney      | 9. Aug. 2001  |
|  | James Domville             | Liberale                | Rothesay                 | 20. Aug. 1903 | Laurier       | 30. Juli 1921 |
|  | James Doone                | Liberale                | Charlotte                | 25. Juni 1949 | Saint-Laurent | 6. Apr. 1953  |
|  | John Valentine Ellis       | Liberale                | Saint John               | 3. Sep. 1900  | Laurier       | 10. Juni 1913 |
|  | Clarence Emerson           | Progressiv-Konservative | Saint John-Albert        | 12. Okt. 1957 | Diefenbaker   | 25. Sep. 1963 |
|  | Henry Read Emmerson        | Liberale                | Dorchester               | 25. Juni 1949 | Saint-Laurent | 21. Juni 1954 |
|  | John Ferguson              | Konservative            | Bathurst                 | 23. Okt. 1867 | Proklamation  | 21. Aug. 1888 |
|  | Muriel Fergusson           | Liberale                | Fredericton              | 19. Mai 1953  | Saint-Laurent | 23. Mai 1975  |
|  | Walter Edward Foster       | Liberale                | Saint John               | 6. Dez. 1928  | King          | 14. Nov. 1947 |
|  | Edgar Fournier             | Progressiv-Konservative | Madawaska-Restigouche    | 24. Sep. 1962 | Diefenbaker   | 11. Feb. 1983 |
|  | Joseph Fournier            | Liberale                | Restigouche-Gloucester   | 9. Dez. 1971  | P. Trudeau    | 29. Sep. 1980 |
|  | George William Fowler      | Konservative            | Kings and Albert         | 29. Juni 1917 | Borden        | 2. Sep. 1924  |
|  | Arthur Hill Gillmor        | Liberale                | New Brunswick            | 2. Apr. 1900  | Laurier       | 13. Apr. 1903 |
|  | Daniel Gillmor             | Liberale                | St. George               | 25. Jan. 1907 | Laurier       | 22. Feb. 1918 |
|  | John Glasier               | Liberale                | Sunbury                  | 14. Apr. 1968 | Macdonald     | 7. Juli 1894  |
|  | Richard Bennett Hatfield   | Progressiv-Konservative | New Brunswick            | 7. Sep. 1990  | Mulroney      | 26. Apr. 1991 |
|  | Robert Leonhard Hazen      | Konservative            | New Brunswick            | 23. Okt. 1867 | Proklamation  | 15. Aug. 1874 |
|  | George Burpee Jones        | Progressiv-Konservative | New Brunswick            | 20. Juli 1935 | Bennett       | 27. Apr. 1950 |
|  | Judith Keating             | unabhängig (ISG)        | New Brunswick            | 30. Jan. 2020 | J. Trudeau    | 15. Juli 2021 |
|  | George Gerald King         | Liberale                | Queen’s                  | 18. Dez. 1896 | Macdonald     | 28. Apr. 1928 |
|  | Noël Kinsella              | Konservative            | Fredericton-York-Sunbury | 12. Sep. 1990 | Mulroney      | 27. Nov. 2014 |
|  | John Landry                | Liberale                | New Brunswick            | 26. Feb. 1996 | Chrétien      | 19. Juni 1997 |
|  | Roméo LeBlanc              | Liberale                | Beauséjour               | 29. Juni 1984 | P. Trudeau    | 21. Nov. 1994 |
|  | Antoine Léger              | Konservative            | L’Acadie                 | 14. Aug. 1935 | Bennett       | 7. Apr. 1950  |
|  | Aurel Léger                | Liberale                | Kent                     | 12. Juni 1953 | Saint-Laurent | 28. Dez. 1961 |
|  | Viola Léger                | Liberale                | L’Acadie                 | 13. Juni 2001 | Chrétien      | 29. Juni 2005 |
|  | James Davies Lewin         | Liberale                | Saint John               | 10. Nov. 1876 | Mackenzie     | 11. März 1900 |
|  | Rose-Marie Losier-Cool     | Liberale                | Tracadie                 | 21. März 1995 | Chrétien      | 18. Juni 2012 |
|  | Sandra Lovelace Nicholas   | unabhängig (PSG)        | New Brunswick            | 21. Sep. 2005 | Martin        | 31. Jan. 2023 |
|  | Abner Reid McClelan        | Liberale                | New Brunswick            | 23. Okt. 1867 | Proklamation  | 9. Dez. 1896  |
|  | John Anthony McDonald      | Unabhängig              | Shediac                  | 17. Feb. 1921 | Meighen       | 12. Dez. 1948 |
|  | Charles McElman            | Liberale                | Nashwaak Valley          | 24. Feb. 1966 | Pearson       | 1. Apr. 1990  |
|  | Frederic McGrand           | Liberale                | Sunbury                  | 28. Juli 1955 | Saint-Laurent | 22. Jan. 1988 |
|  | Paul McIntyre              | Konservative            | New Brunswick            | 6. Sep. 2012  | Harper        | 2. Nov. 2019  |
|  | Alexander McLean           | Liberale                | Southern New Brunswick   | 18. Apr. 1945 | King          | 12. März 1967 |
|  | Donald A. McLean           | Liberale                | Charlotte County         | 15. März 1968 | Pearson       | 5. Nov. 1973  |
|  | Peter McSweeney            | Liberale                | Northumberland           | 15. März 1899 | Laurier       | 2. Feb. 1921  |
|  | Hervé Michaud              | Liberale                | Kent                     | 15. März 1968 | Pearson       | 5. Juni 1978  |
|  | Peter Mitchell             | Liberale                | New Brunswick            | 23. Okt. 1867 | Proklamation  | 13. Juli 1872 |
|  | Percy Mockler              | Konservative            | Saint-Léonard            | 2. Jan. 2009  | Harper        | 13. Apr. 2024 |
|  | William Muirhead           | Liberale                | Chatham                  | 4. Jan. 1873  | Macdonald     | 29. Dez. 1884 |
|  | William Odell              | Konservative            | Rockwood                 | 23. Okt. 1867 | Proklamation  | 25. Juli 1891 |
|  | Frederick Pirie            | Liberale                | Victoria-Carleton        | 19. Apr. 1945 | King          | 3. Okt. 1956  |
|  | Pascal Poirier             | Liberal-Konservative    | L’Acadie                 | 9. März 1885  | Macdonald     | 9. Sep. 1933  |
|  | Nelson Rattenbury          | Liberale                | Saint John               | 14. Feb. 1964 | Pearson       | 27. Mai 1973  |
|  | Daniel Aloysius Riley      | Liberale                | Saint John               | 21. Dez. 1973 | P. Trudeau    | 13. Sep. 1984 |
|  | Brenda Robertson           | Progressiv-Konservative | Riverview                | 18. Okt. 1984 | Mulroney      | 23. Mai 2004  |
|  | John Robertson             | Liberale                | New Brunswick            | 23. Okt. 1867 | Proklamation  | 1. Jan. 1876  |
|  | Fernand Robichaud          | Liberale                | New Brunswick            | 23. Sep. 1997 | Chrétien      | 2. Dez. 2014  |
|  | Hédard Robichaud           | Liberale                | Gloucester               | 28. Juni 1968 | P. Trudeau    | 8. Okt. 1971  |
|  | Louis Robichaud            | Liberale                | L’Acadie                 | 21. Dez. 1973 | P. Trudeau    | 21. Okt. 2000 |
|  | Clifford William Robinson  | Liberale                | Moncton                  | 5. Mai 1924   | King          | 27. Juli 1944 |
|  | Calixte Savoie             | Unabhängig              | L’Acadie                 | 28. Juli 1955 | Saint-Laurent | 23. Aug. 1970 |
|  | Cyril Sherwood             | Progressiv-Konservative | Royal                    | 3. Okt. 1979  | Clark         | 1. Juli 1990  |
|  | Jean-Maurice Simard        | Progressiv-Konservative | Edmundston               | 26. Juni 1985 | Bennett       | 16. Juni 2001 |
|  | Benjamin Franklin Smith    | Progressiv-Konservative | Victoria-Carleton        | 14. Apr. 1935 | Bennett       | 19. Mai 1944  |
|  | Jabez Snowball             | Liberale                | Chatham                  | 5. Mai 1891   | Macdonald     | 1. Feb. 1902  |
|  | William Steeves            | Liberale                | New Brunswick            | 23. Okt. 1867 | Proklamation  | 9. Dez. 1873  |
|  | Carolyn Stewart-Olsen      | Konservative            | New Brunswick            | 27. Aug. 2009 | Harper        | 27. Juli 2021 |
|  | Austin Taylor              | Liberale                | Westmorland              | 3. Jan. 1957  | Saint-Laurent | 17. Jan. 1965 |
|  | Nancy Teed                 | Progressiv-Konservative | Saint John               | 30. Aug. 1990 | Mulroney      | 29. Jan. 1993 |
|  | Thomas Temple              | Konservative            | York                     | 23. Apr. 1896 | Bowell        | 25. Aug. 1899 |
|  | Norbert Thériault          | Liberale                | Baie-du-Vin              | 26. März 1979 | P. Trudeau    | 16. Feb. 1996 |
|  | Frederick P. Thompson      | Liberale                | Fredericton              | 7. Feb. 1902  | Laurier       | 27. Apr. 1922 |
|  | William Thorne             | Konservative            | Saint John               | 26. Juni 1913 | Borden        | 8. Juli 1923  |
|  | Irving Todd                | Konservative            | Milltown                 | 7. März 1918  | Borden        | 27. Dez. 1932 |
|  | Marilyn Trenholme Counsell | Liberale                | New Brunswick            | 9. Sep. 2003  | Chrétien      | 22. Okt. 2008 |
|  | Christophe Turgeon         | Liberale                | Gloucester               | 27. Okt. 1922 | King          | 18. Nov. 1944 |
|  | Clarence Veniot            | Liberale                | Gloucester               | 18. Apr. 1945 | King          | 1. Juni 1966  |
|  | John D. Wallace            | Unabhängige (ISG)       | New Brunswick            | 2. Jan. 2009  | Harper        | 1. Feb. 2017  |
|  | David Wark                 | Liberale                | Fredericton              | 23. Okt. 1867 | Proklamation  | 20. Aug. 1905 |
|  | Robert Duncan Wilmot       | Konservative            | New Brunswick            | 23. Okt. 1867 | Proklamation  | 10. Feb. 1880 |
|  | Josiah Wood                | Konservative            | Westmorland              | 5. Aug. 1895  | Bowell        | 12. März 1912 |

## Regionale Senatoren der Seeprovinzen
Die nachfolgenden Senatoren wurden gemäß Artikel 26 der Verfassung zu zusätzlichen Vertretern der Seeprovinzen ernannt. Diese Regelung kam bisher nur einmal zur Anwendung.
|  | Name               | Partei                  | Division                | Ernennung am  | Vorschlag von | Mandatsende  |
|  | ------------------ | ----------------------- | ----------------------- | ------------- | ------------- | ------------ |
|  | Michael Forrestall | Konservative            | Dartmouth/Eastern Shore | 27. Sep. 1990 | Mulroney      | 9. Juni 2006 |
|  | James W. Ross      | Progressiv-Konservative | Maritimes Divisional    | 27. Sep. 1990 | Mulroney      | 25. Mai 1993 |